# District de Chư Prông
Chư Prông est un district rural de la province de Gia Lai, dans les montagnes centrales du Viêt Nam

## Géographie
Le district couvre une superficie de 76,255 km2.
La capitale du district se trouve à Chư Prông. 